# Palisadia
Genre
Palisadia est un genre de mollusques gastéropodes au sein de la famille Eulimidae. Les espèces rangées dans ce genre sont marines et parasitent des échinodermes ; l'espèce type est Palisadia subulata.

## Distribution
Les deux espèces sont présentes dans l'océan pacifique, sur le littoral septentrional australien.

## Liste d'espèces
Selon World Register of Marine Species (30 août 2017) :
- Palisadia rittneri Mienis, 2017
- Palisadia subulata Laseron, 1956